# E l'aura fai son vir
E l'aura fai son vir (I l'alba fa el seu torn) és una pel·lícula de l'any 2005 feta pel director Giorgio Diritti.
És una pel·lícula en occità, italià i francès.
La història està ambientada a la Vall de Maira, una de les Valls Occitanes de la província de Cuneo, al poble d'Ussolo, un llogaret de Prazzo situat a 1.300 metres d'altitud. La pel·lícula no esmenta el nom real del país; en canvi, es fa referència a Chersogno, un nom fictici. Alguns dels actors no són professionals, locals que van acceptar participar en la pel·lícula.
La pel·lícula, que va ser autoproduïda, va rebre nombrosos premis. Després va ser presentada a molts festivals internacionals, des de la preestrena al Festival de Cinema de Londres fins al Festival de Cinema de Roma de 2006, finalment va tenir una distribució limitada als cinemes italians el maig de 2007.